# 新端川站
新端川站（韓語：신단천역）是朝鮮民主主義人民共和國咸鏡南道端川市新端川2洞的一個鐵路車站，属于平罗线。

## 邻近车站
平罗线
奇岩站 - 新端川站 - 吾梦里站